# Gennaria diphylla
Gennaria diphylla är en orkidéart som först beskrevs av Heinrich Friedrich Link, och fick sitt nu gällande namn av Filippo Parlatore. Gennaria diphylla ingår i släktet Gennaria och familjen orkidéer. Inga underarter finns listade i Catalogue of Life.
Släktnamnet är uppkallat efter den italienske botanikern Patrizio Gennari, medan artnamnet är latin och betyder "tvåbladig".

## Bildgalleri

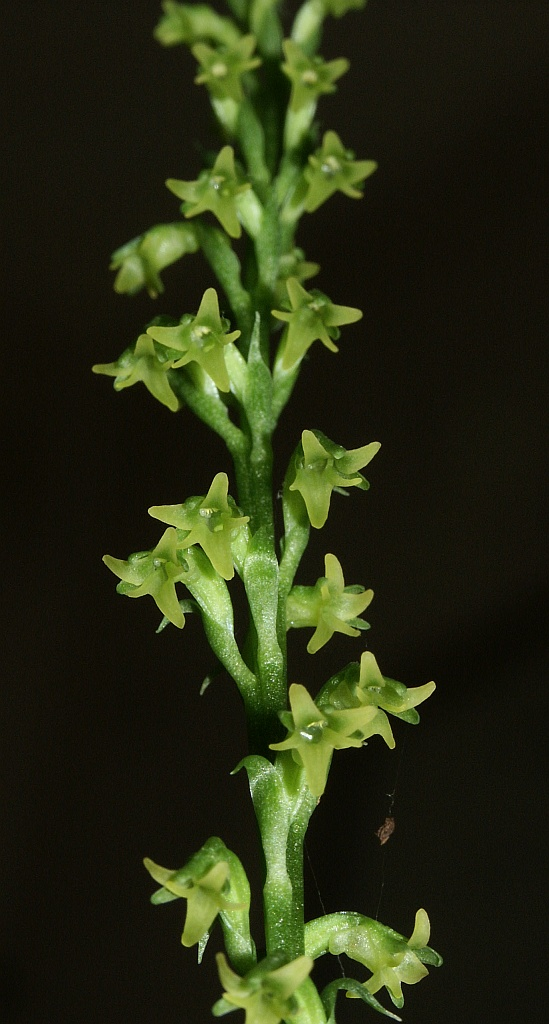
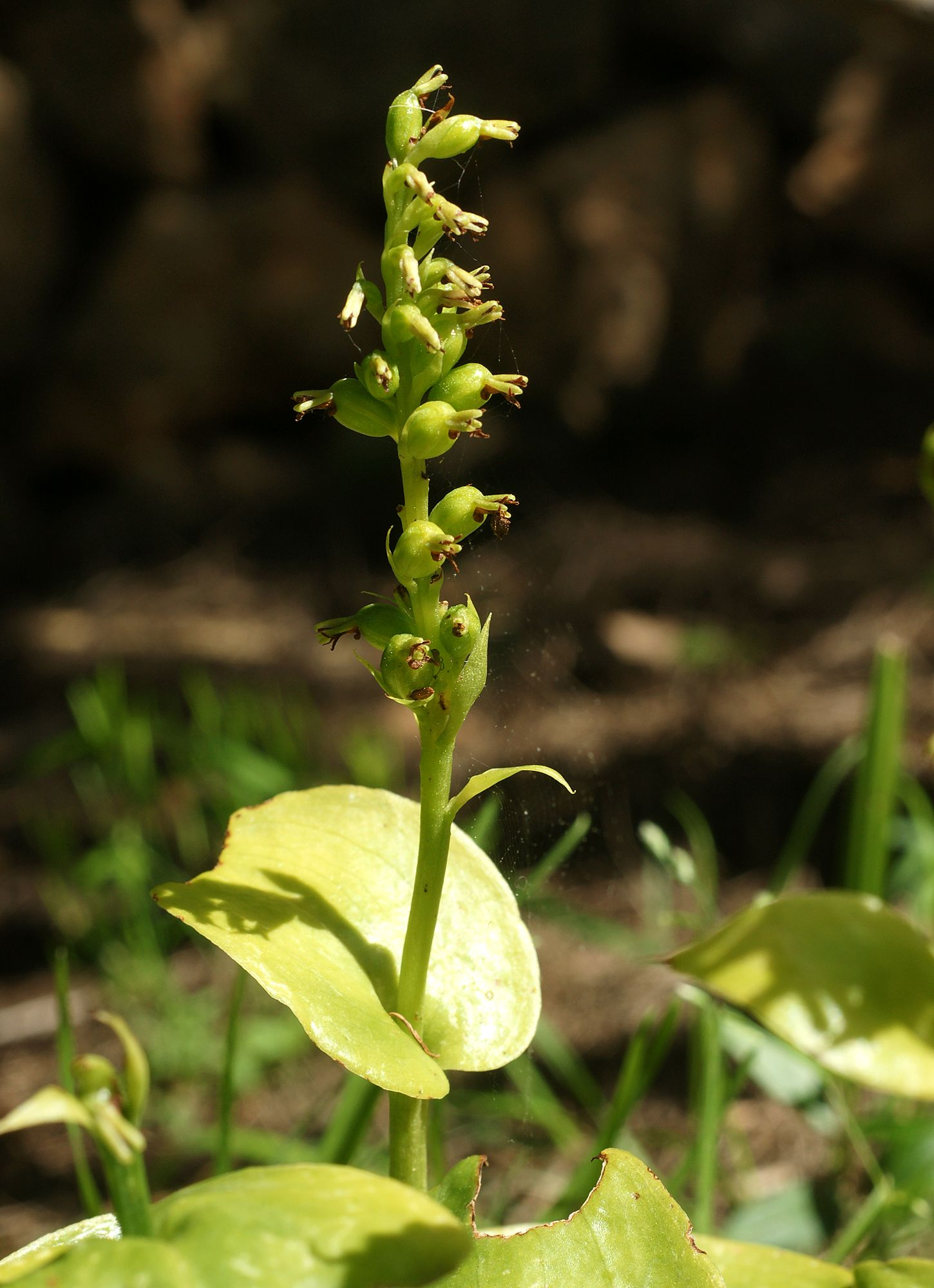
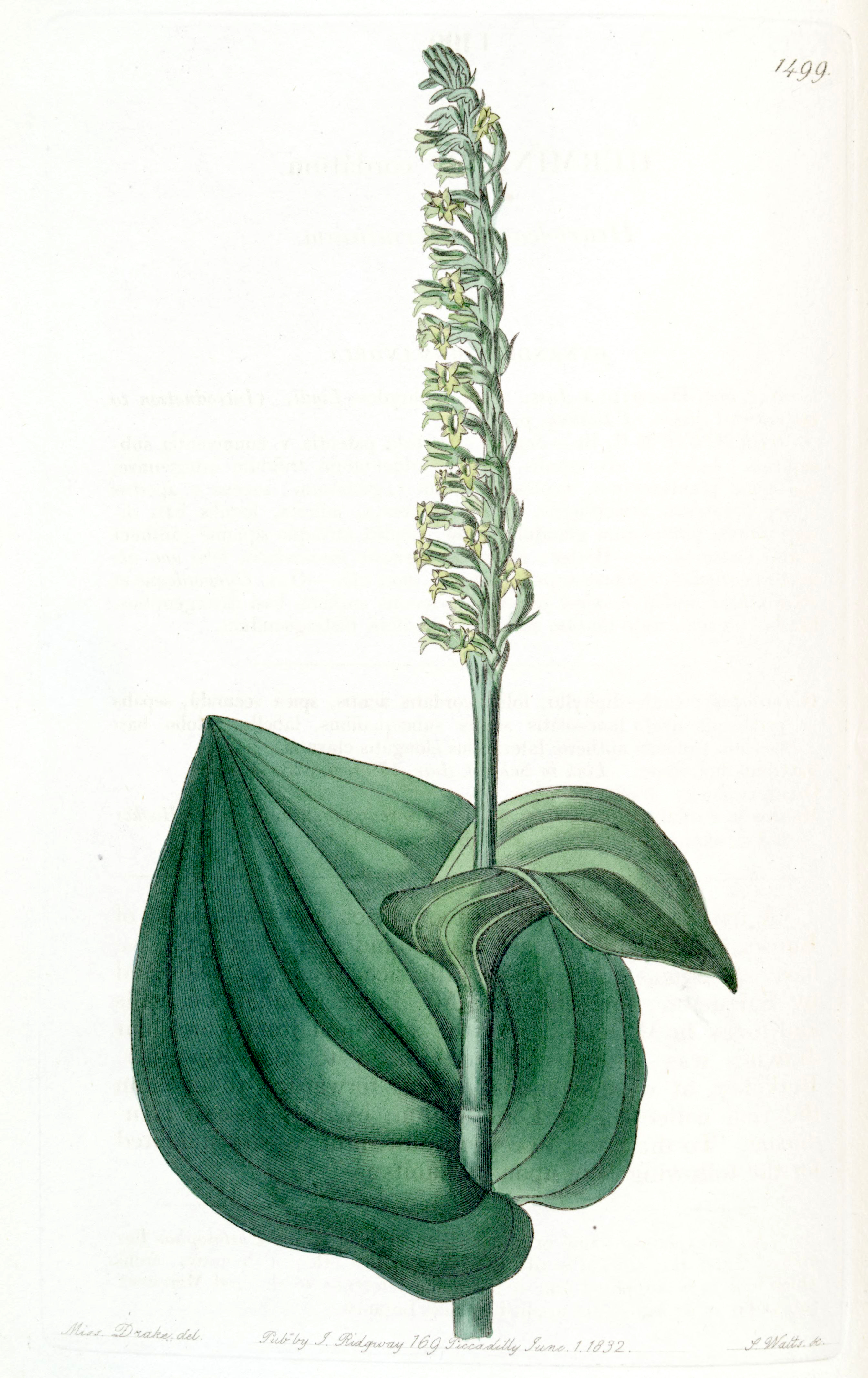
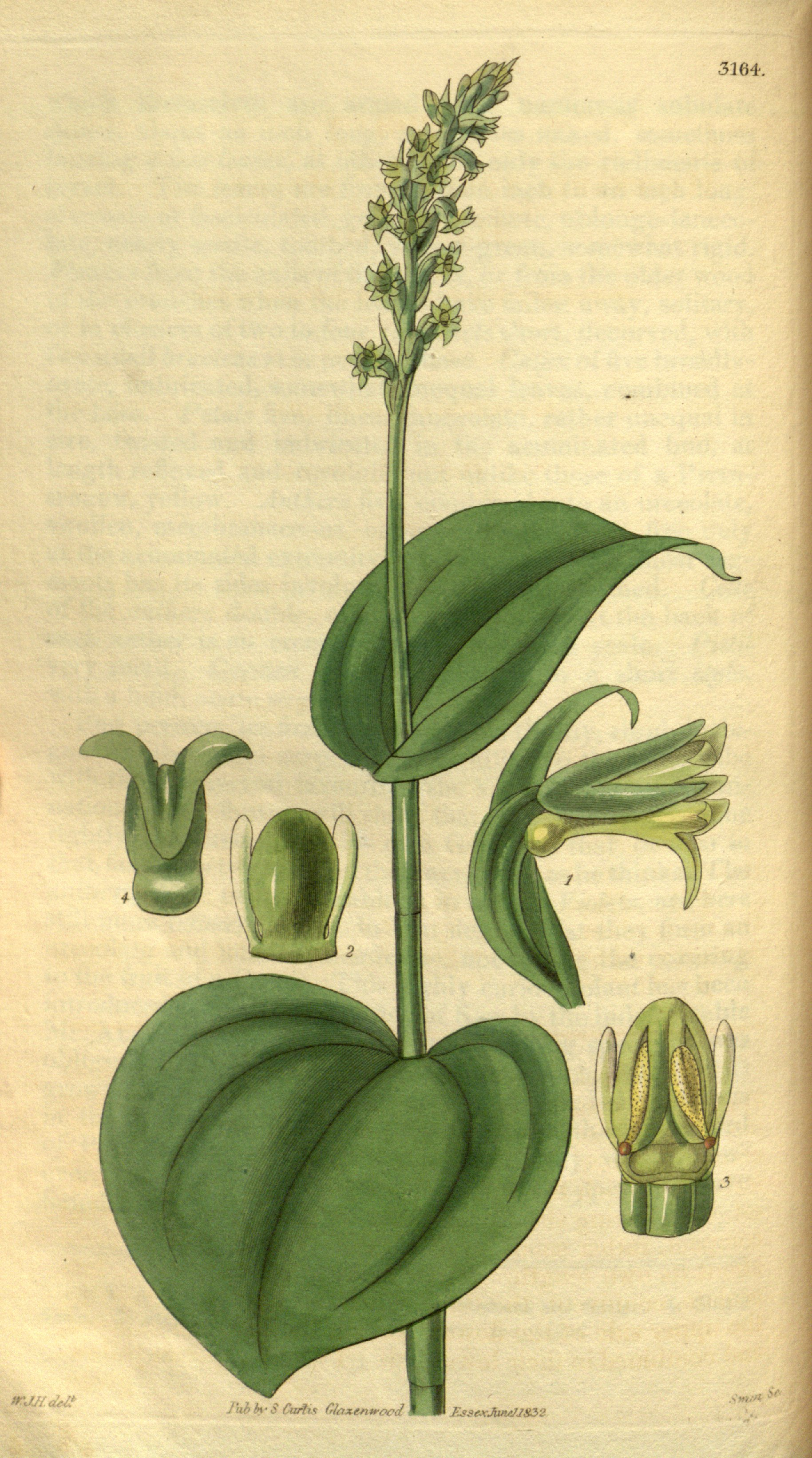
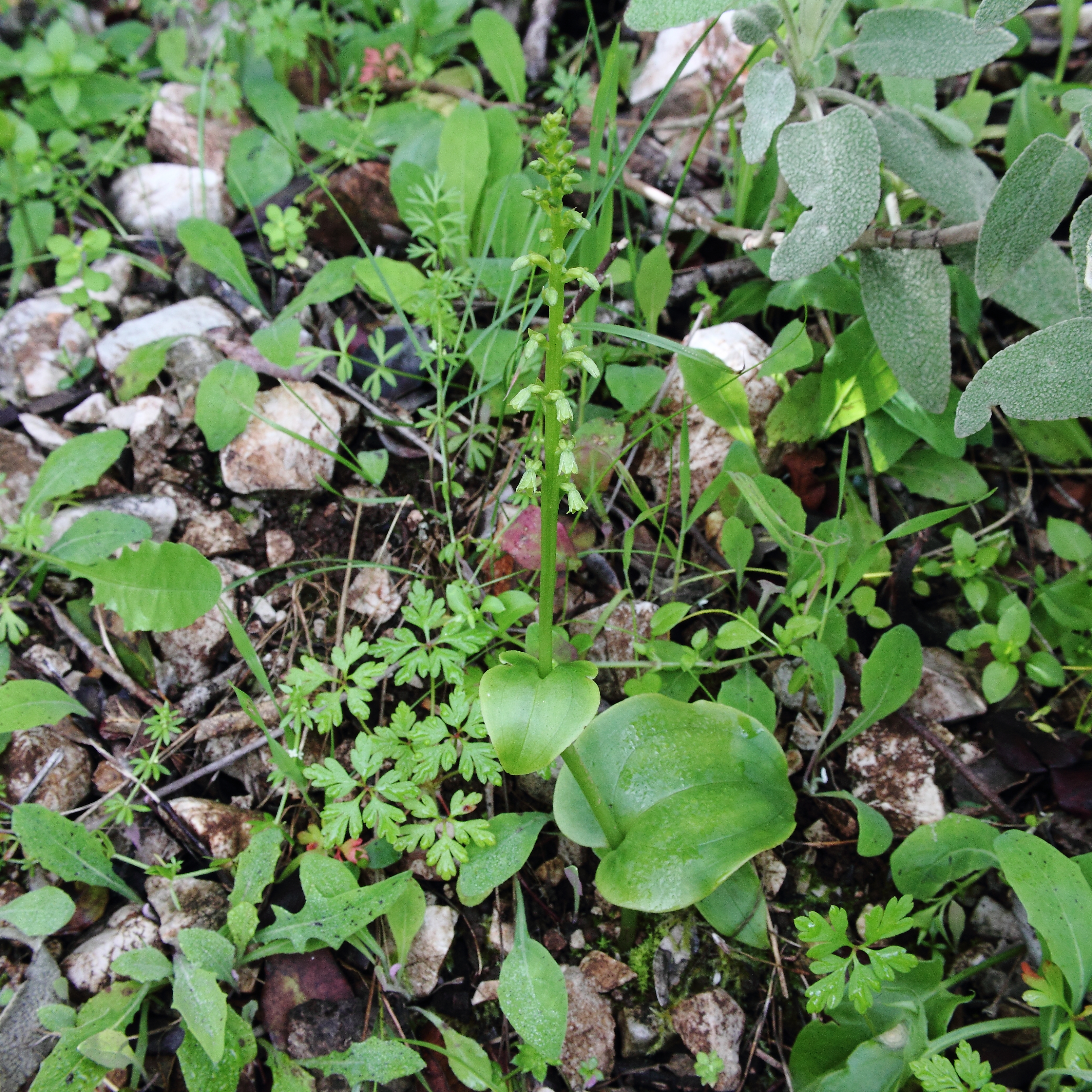
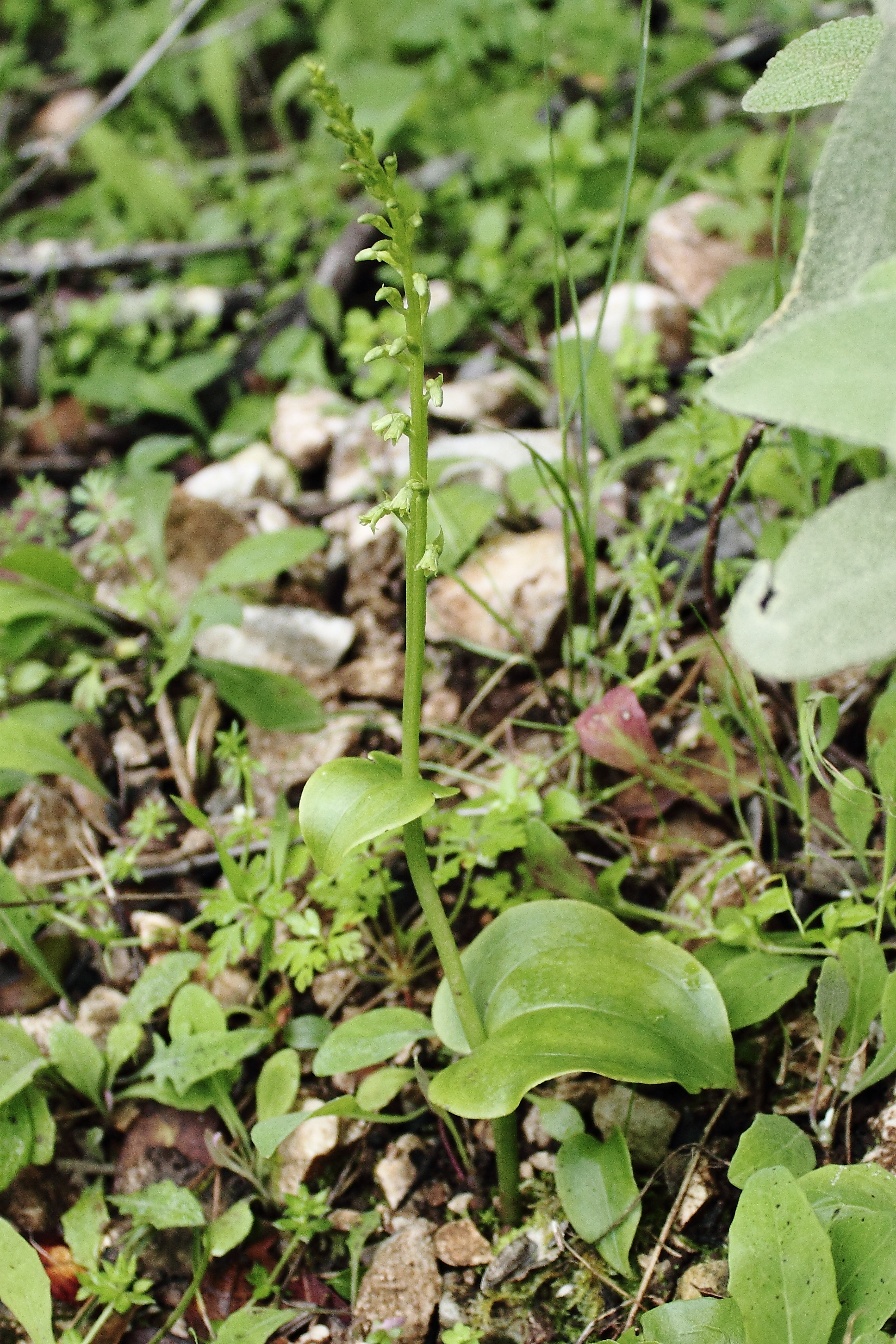